# Brighton Pier

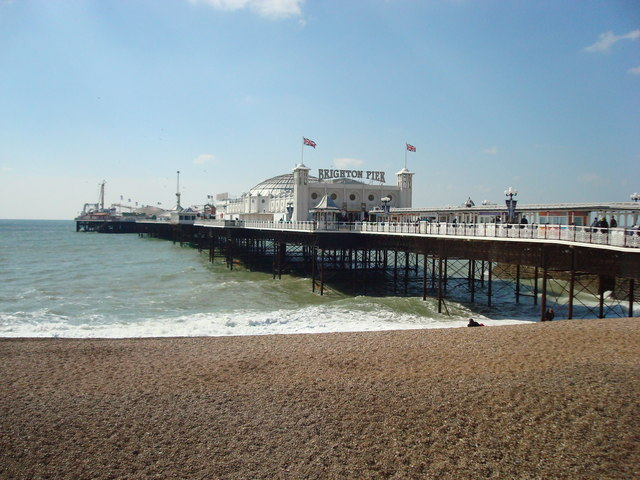
Brighton Pier

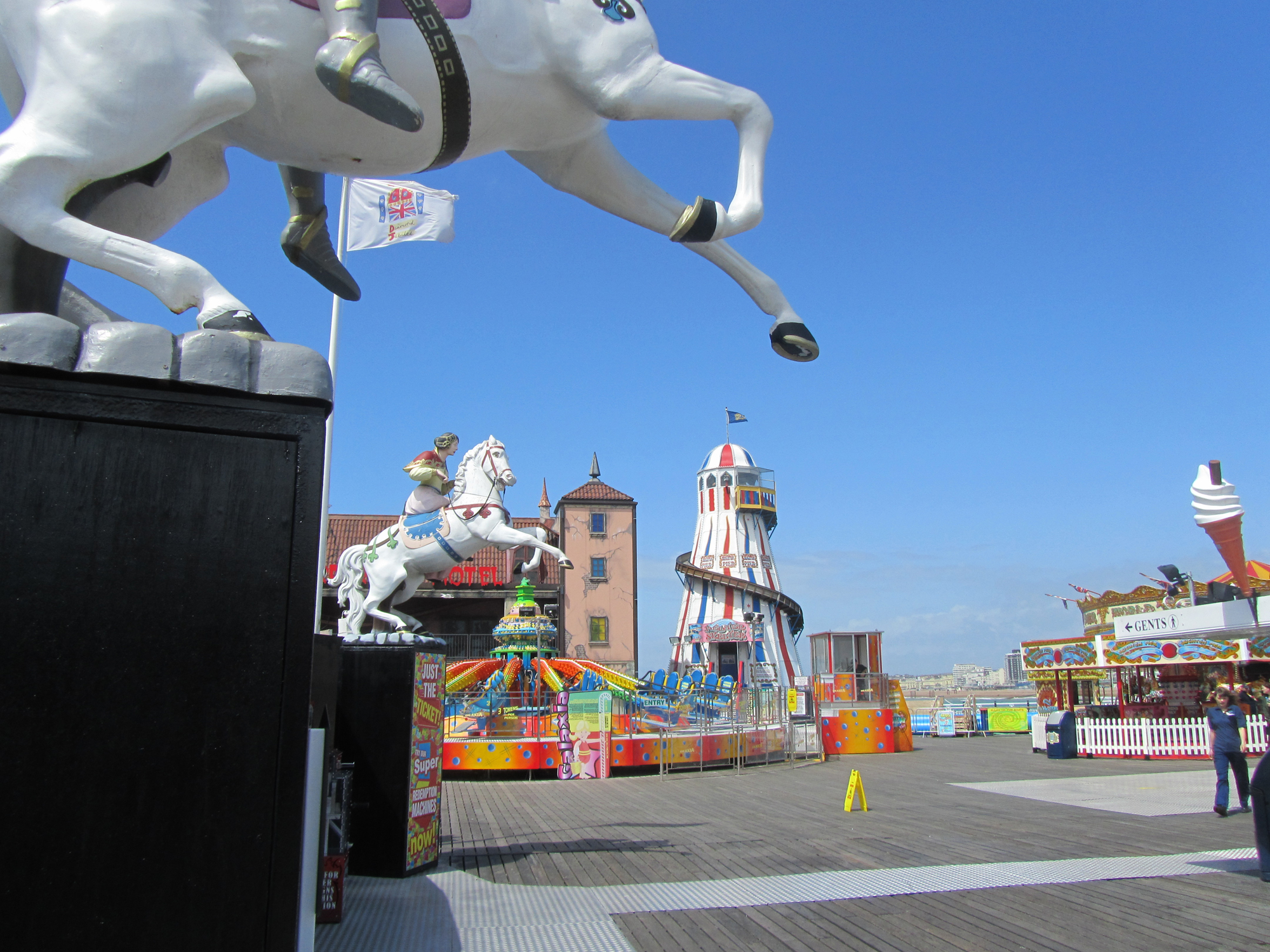
Attractiepark op Brighton Pier

De Brighton Marine Palace and Pier, kortweg Brighton Pier of Palace Pier, is een pier in Brighton, aan de zuidkust van Engeland.  De pier is een van de belangrijkste bezienswaardigheden van de stad. Hij staat sinds 1971 op de monumentenlijst.
Vroeger was het een rustige promenade, tegenwoordig meer een attractiepark. De huidige pier heeft halverwege een grote arcade met restaurants, amusementshallen en botsauto's. Op het laatste deel van de pier is een amusementspark met onder andere een ongeveer 40 meter hoge booster, waar vier passagiers samen naar een hoogte van 38 meter worden gebracht en dan met een snelheid van 0-90 km/u naar beneden worden gestort. Ook zijn er twee achtbanen en heel wat spin 'n pukes.

## Geschiedenis

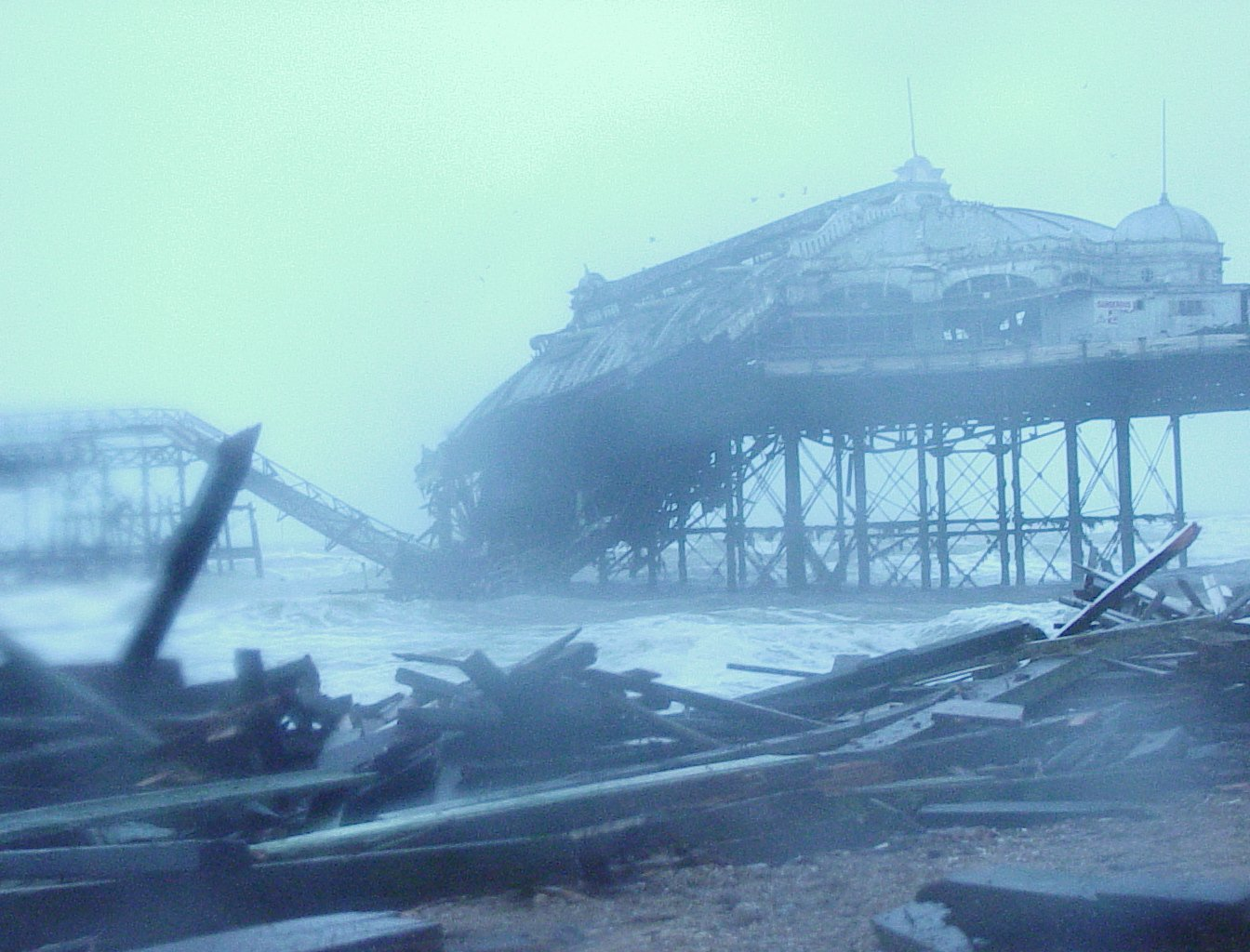
De West Pier in 2007

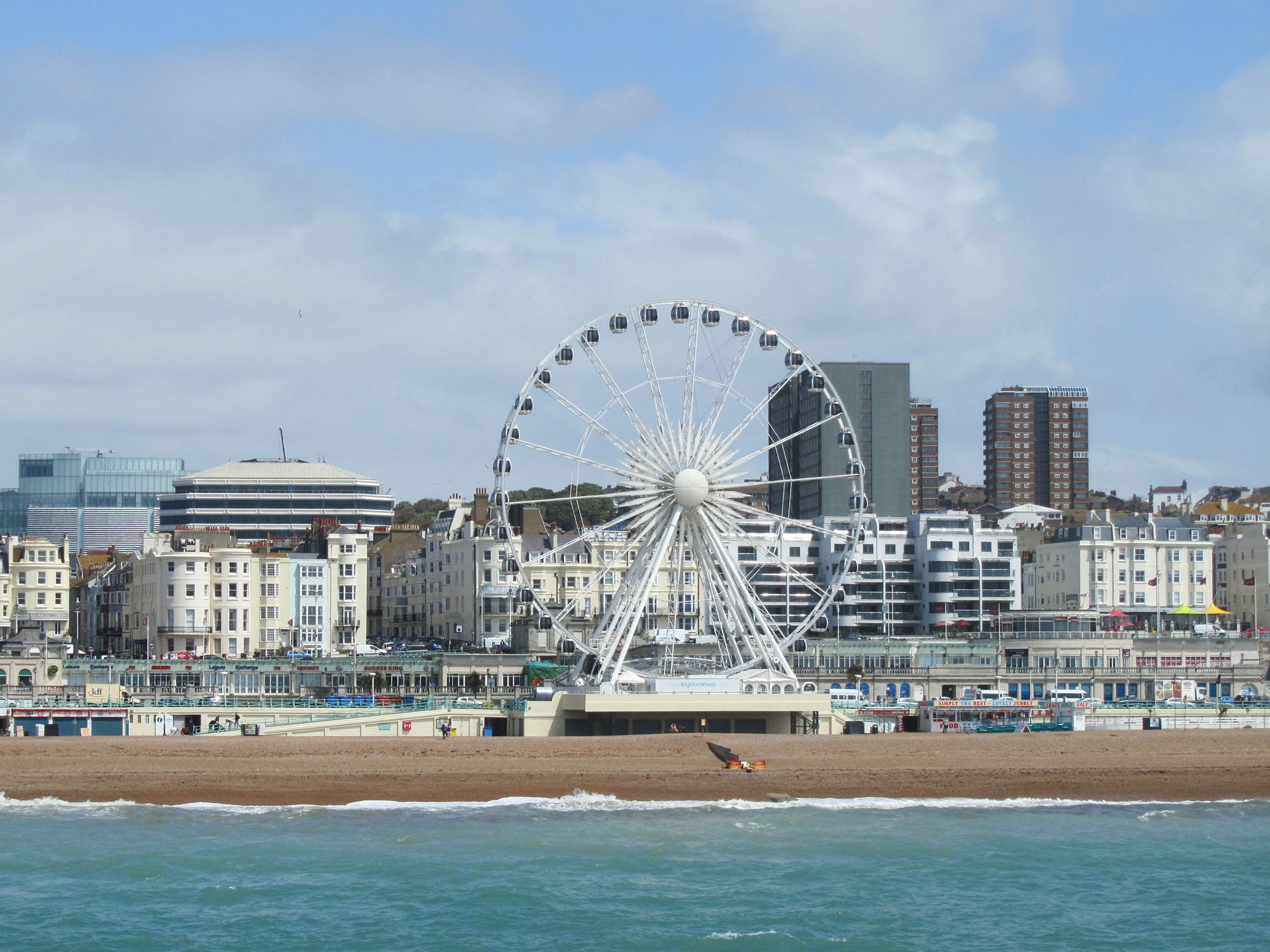
Brighton Wheel

De eerste pier in Brighton, de Royal Suspension Chain Pier, werd in 1823 gebouwd. De tweede pier, de West Pier, werd in 1866 gebouwd door Eugenius Birch, een specialist in pierbouwen. Deze had een lengte van ruim 330 meter.
De bouw van de huidige Victoriaanse pier begon in 1891 en verving de eerste pier, die grotendeels door een storm verwoest was. Hij werd in mei 1899 geopend en omvatte onder meer een groot aquarium. In 1901 werd er een concertzaal aan toegevoegd, die in 1911 een theaterzaal werd. In augustus 1985 richtte een ontploffing en brand vrij veel schade aan, maar er waren geen gewonden en de pier zelf bleef intact. De theaterzaal werd in 1986 verwijderd. De herbouw heeft nooit plaatsgevonden.
In 2000 veranderde de nieuwe eigenaar van de pier, de Brighton Marine Palace Pier Company (eigendom van de Noble's), de naam in Brighton Pier, maar de bewoners van Brighton hebben het nog steeds over de Palace Pier. 

### West Pier
De West Pier is een andere pier in Brighton, gebouwd in 1866. Van deze pier is alleen nog een ruïne over.
De West Pier was oorspronkelijk geheel open. In 1875 kwam er een podium voor muzikanten, en in 1880 kwamen er over de hele lengte schermen tegen de wind. In 1886 werd een aanlegsteiger gebouwd, zodat excursies de pier ook over zee konden bereiken. In 1916 was de concertzaal klaar. De pier werd in 1975 gesloten, maar niet afgebroken. Het West Pier Trust was van plan de pier te herstellen, maar er kwamen veel bezwaren tegen, zowel van de bevolking als van de gebroeders Noble, die de eigenaars waren van de Palace Pier. In 2002 werd de West Pier beschadigd door een zware storm, en in 2003 brak er twee keer brand uit. Een storm in 2004 vernielde de overblijfselen, zodat er nu alleen nog een ruïne staat.

### Brighton Wheel
In 2008 werd gestart met plannen voor de bouw van de Brighton Wheel, een reuzenrad met een hoogte van 183 meter. De staalconstructie van de toren wordt al in Maastricht gebouwd, maar de rest van de werkzaamheden zijn opgeschort. Ruim 100 bezoekers kunnen rondom van het uitzicht genieten.